# Столбцы (станция)
Столбцы́ (бел. Сто́ўбцы) — железнодорожная станция, расположенная в одноимённом городе (Минская область), на Социалистической улице. Также есть выход на Зелёную улицу и улицу Свердлова.
Для половины электропоездов, следующих из Минска в этом направлении, вокзал Столбцы — конечный.
В километре от станции протекает приток реки Неман.

## История
- В 1871 году здесь пролегла железная дорога и была построена станция Столбцы.
- C 1921 по 1939 годы город вместе со станцией вошёл в состав Польши и был приграничной станцией.
- Строительство ныне существующего здания станции длилось 137 календарных дней (или 115 рабочих дней) - началось 17 мая и завершено 30 сентября 1926 года.
- 27 июня 1941 года на станции Столбцы под командованием Терюхова, командира 6-й отдельной железнодорожной бригады, два батальона, рота механизации и два бронепоезда вели бой против превосходящих сил немецких танковых и мотоциклетных частей. В результате их упорного сопротивления было сожжено 2 танка, уничтожено около 10 мотоциклов, а оставшиеся в живых гитлеровцы были вынуждены временно покинуть Столбцы. 30 июня 1941 года Терюхов неудачно организовал попытку прорыва из окружения двух восстановительных железнодорожных батальонов, однако в результате этого враг понёс большие потери в живой силе и материальной части.
- 2 июля 1944 года советские войска освободили станцию Столбцы

## Дальнее сообщение
| № поезда | Маршрут движения          | № поезда | Маршрут движения          |
| -------- | ------------------------- | -------- | ------------------------- |
|          |                           | 318      | Барановичи — Караганда    |
| 371      | Могилёв — Львов           | 372      | Львов — Могилёв           |
| 611      | Витебск — Барановичи      | 612      | Барановичи — Витебск      |
| 627      | Минск — Гродно            | 628      | Гродно — Минск            |
| 639      | Калинковичи — Барановичи  | 640      | Барановичи — Калинковичи  |
| 657/661  | Витебск/Коммунары — Брест | 658/662  | Брест — Витебск/Коммунары |
| 667      | Минск - Брест             |          |                           |
| 751      | Минск — Барановичи        | 752      | Барановичи — Минск        |
| 753      | Минск — Барановичи        | 754      | Барановичи — Минск        |
| 755      | Минск — Барановичи        | 756      | Барановичи — Минск        |
| 757      | Минск — Барановичи        | 758      | Барановичи — Минск        |

## Интересно
- В. Маяковский о станции: «Когда я ехал из Негорелого в Столбцы, я сразу отличил границу и то, что она польская, по многим и солидно закрученным колючим проволокам. Те, которые ещё не успели накрутить, лежали тут же, намотанные на длинные, кажется железные, катушки.

Здание станции Столбцы, и чистое видом, и белое цветом, сразу дало и Европу, и Польшу. Вот это забота, вот это стройка! Но сейчас же за Столбцами пошла опять рухлядина — длинные-длинные перегоны без жилья и крестьян и косые хаты…»
«Столбцы. Пограничный пункт. То, что называется „шикарное“ здание!» — отмечает В. Маяковский
- В деревне Акинчицы, неподалёку родился народный поэт БССР Якуб Колас. Этому месту он посвятил самые искренние строчки:

Мой родны кут, як ты мне мілы!

Забыць цябе не маю сілы!
- Станция Столбцы упоминается в рассказе «Тоня» Ильфа и Петрова (1937) как приграничная станция на польской границе:

Через две недели поезд Париж  -  Негорелое  вышел  с  польской  станции Столбцы и двинулся к советской границе. На полустанке Колосово он на  минуту задержался. Еще на ходу стали соскакивать польские  жандармы  в  щеголеватых шубках  с  серо-собачьими  воротниками.  Поезд  очень  медленно  прошел  еще несколько метров. Тоня с замиранием сердца стала протирать стекло и  увидела во мраке зимнего вечера деревянную вышку, на которой  стоял  красноармеец  в длинном сторожевом тулупе и шлеме.  На  минуту  его  осветили  огни  поезда, блеснул ствол винтовки, и вышка медленно поехала назад. Часового  заваливало снегом, но он не отряхивался, неподвижный,  суровый  и  величественный,  как памятник.Ильф и Петров

## Авторемонтные мастерские
Около станции расположено республиканское унитарное предприятие «Дорожные авторемонтные мастерские станции Столбцы Белорусской железной дороги». Оно занимается ремонтом хоппер-дозаторов, думпкаров, моторельсового транспорта, машин для смены шпал SVP-74, прицепов УП-2, колёсных пар путевых машин, гидравлического путевого инструмента, изготовлением средств малой механизации (переносной портальный кран, модерон, тележка для перевозки шпал и т. д.), ручного инструмента для путевых работ, соединителей для рельсовых цепей различных типов, грузозахватных приспособлений (канатные стропы) до 10 тонн включительно, металлоконструкций, запасных частей, товаров народного потребления, шлифовкой автотракторных коленвалов.